# Dendrosenecio battiscombei
Espèce
Classification phylogénétique
Dendrosenecio battiscombei est une espèce de plantes à fleurs de la famille des Asteraceae.
Cette espèce est endémique du Mont Kenya.

## Synonymes
- Senecio battiscombei R.E.Fr. & T.C.E.Fr.
- Senecio aberdaricus R.E.Fr. & T.C.E.Fr.